# Marietta timberlakei
Marietta timberlakei är en stekelart som beskrevs av Hayat 1986. Marietta timberlakei ingår i släktet Marietta och familjen växtlussteklar. Inga underarter finns listade i Catalogue of Life.